# Koordinatno izhodišče
Koordinátno izhodíšče je v matematiki točka v koordinatnem sistemu, glede na katero se podaja koordinate ostalih točk. Izhodišče se po navadi označuje s črko O ali s številko 0.
Najpreprostejši (enorazsežni) koordinatni sistem je številska os. Izhodišče jo deli na pozitivni in negativni del.
V dvorazsežnem kartezičnem koordinatnem sistemu je izhodišče točka, kjer se sekata obe (med sabo pravokotni) koordinatni osi. Izhodišče ima koordinati (0,0).
V trirazsežnem kartezičnem koordinatnem sistemu je izhodišče točka, kjer se sekajo vse tri (med sabo pravokotne) koordinatne osi. Izhodišče ima koordinate (0,0,0).

## Simetričnost glede na izhodišče
Če je graf funkcije y = f(x) v ravninskem kartezičnem koordinatnem sistemu simetričen glede na izhodišče, potem je funkcija f liha funkcija. V tem primeru za vsak x, za katerega je funkcija definirana, velja:
{\displaystyle f(-x)=-f(x)\!\,}